# Fornaci di Ponte dell'Olio

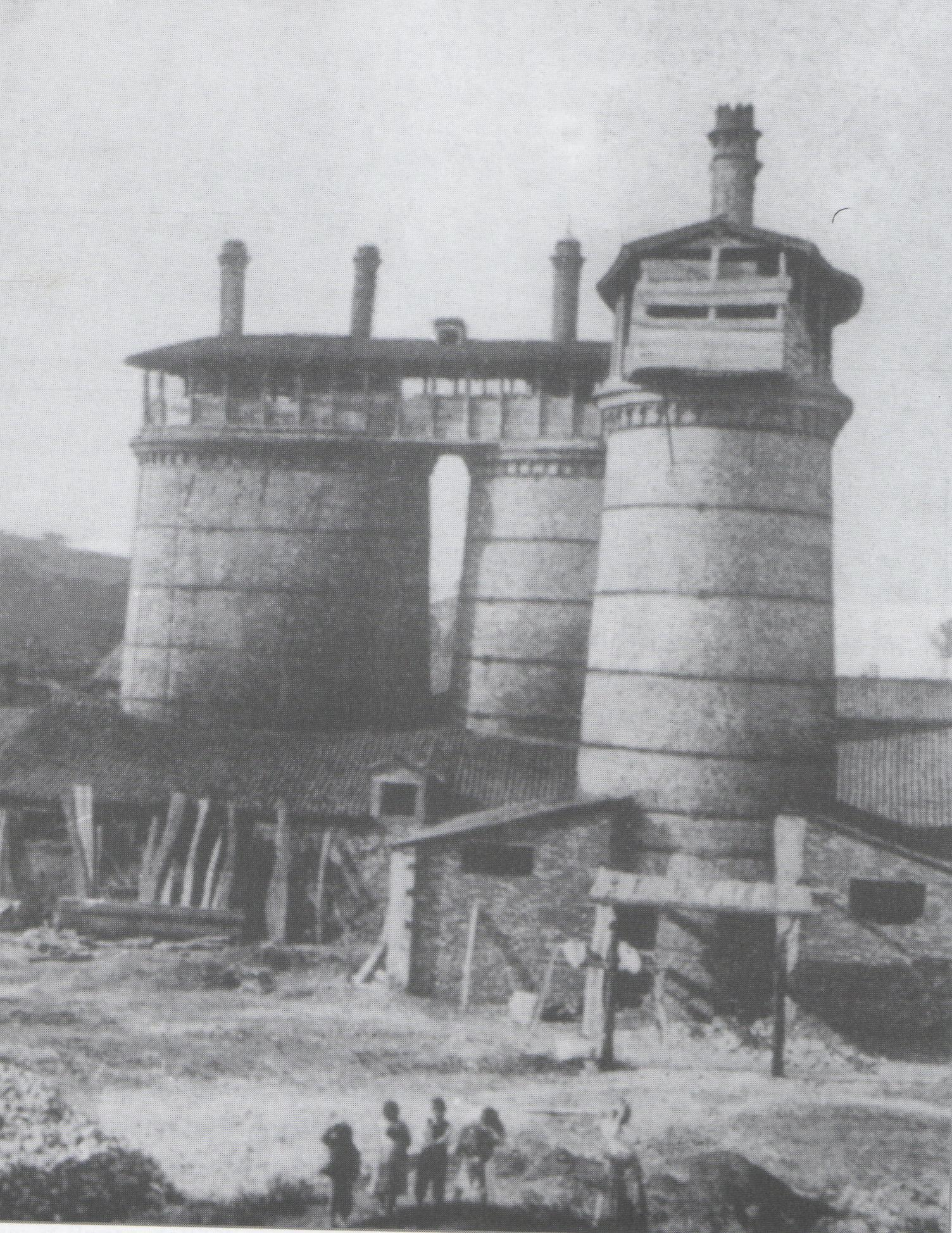
La fornace

Le fornaci di Ponte dell'Olio sono un complesso di archeologia industriale sito nel centro dell'omonimo paese, in val Nure, in provincia di Piacenza.

## Storia
Fin dai tempi dei Romani il terreno argilloso delle colline intorno a Ponte dell'Olio e al contiguo comune di Vigolzone viene impiegato per l'estrazione della marna, una roccia sedimentaria usata per la fabbricazione di calci idrauliche e cementi. Questa particolarità iniziò ad essere sfruttata a scopo industriale alla fine dell'Ottocento con la costruzione in paese di una fornace per la cottura della calce in zolle: il primo impianto venne inaugurato nel 1890 e il suo utilizzo era prerogativa dell'azienda Ditta Arata e Rossi; la fornace venne realizzata da parte del capomastro Emilio Rossi su commissione di Vincenzo Ghizzoni, socio della ditta Calce Val Nure. Questa prima fornace presentava quattro camere di fuoco, alle quali si aggiungeva un piccolo forno che veniva impiegato per la cottura del pane da destinare ai dipendenti. Negli anni immediatamente successivi venne aggiunto un nuovo forno dotato di due camere di diverse dimensioni, le quali vennero in seguito unite in un'unica camera a pianta ellittica.
Nel 1895 fu la volta della costruzione di due fusti con due fornaci ciascuno, le cui caratteristiche erano speculari al primo entrato in funzione; poco sotto la sommità essi erano collegati tra loro da dei ballatoi in legno dotati di guide che permettevano il transito dei carrelli. Dopo che nei primi anni del XX secolo era entrato in società anche Giovanni Rossi, figlio di Emilio, che nel frattempo era entrato a far parte dell'azienda come socio, vennero apportati ulteriori ampliamenti al complesso: tra il 1904 e il 1908 furono potenziate le fornaci da calce e elevati i camini, mentre tra il 1910 e il 1911 vennero costruiti un magazzino e la villa padronale della famiglia Rossi. Nel 1923, infine, venne realizzata la quinta torre, portando a dieci il totale dei forni per la calce in esercizio.

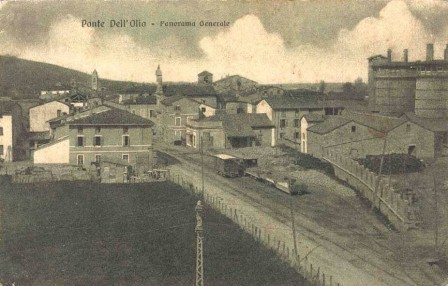
Le fornaci e la tramvia in una cartolina d'epoca

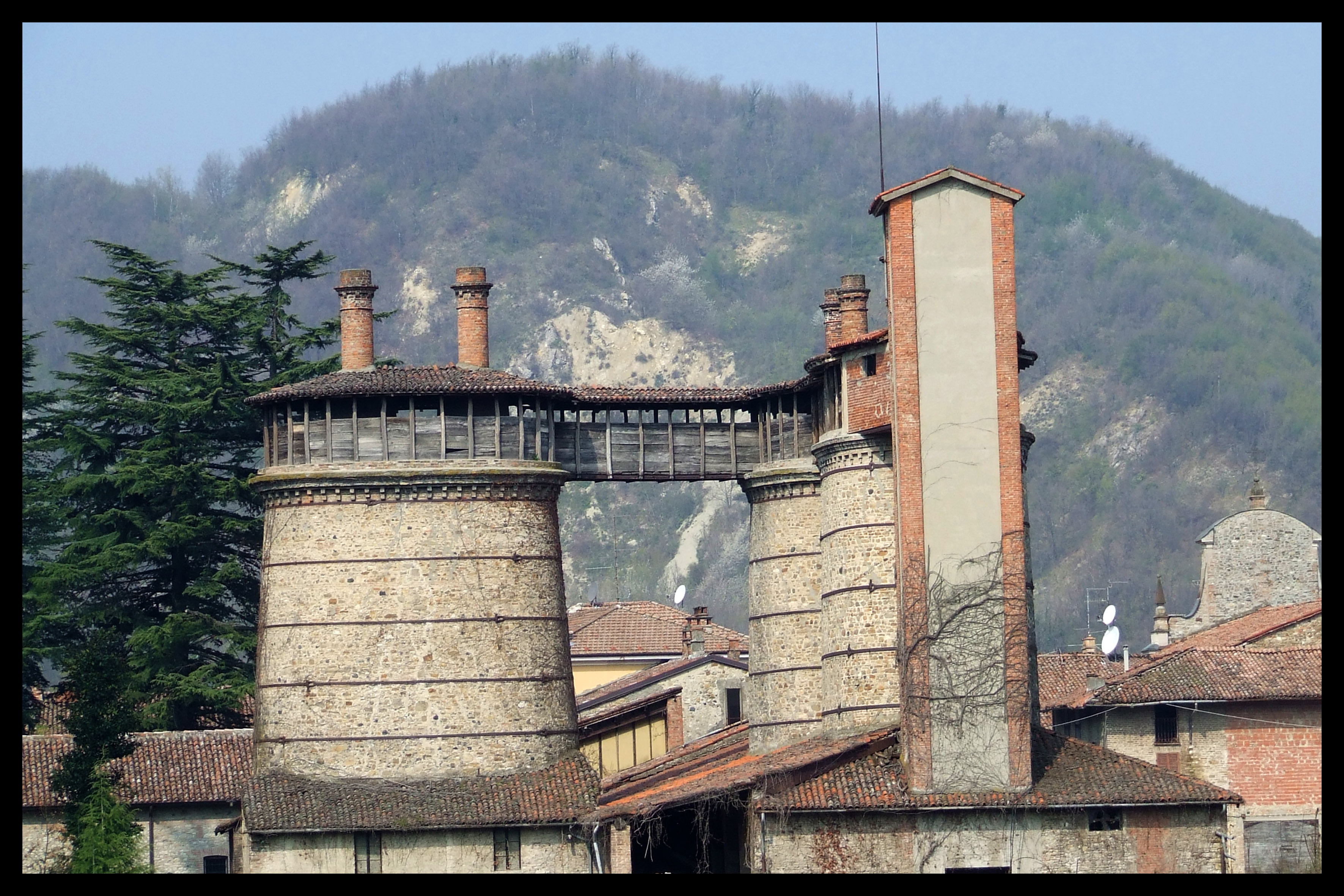
La fornace dopo i restauri

Fino al 1937, quando presero servizio i camion, il materiale veniva inoltre spostato con carrelli motorizzati su rotaia di marca Decauville. Nel 1939 fu costruita una teleferica – poi abbattuta nel 1954 – per il trasporto del sasso calcareo dalle cave della collina, in particolare quelle denominate Teglio e Riglio, agli stabilimenti produttivi del paese. Nel dopoguerra la società cambiò nome da “Fornace di Calce Val Nure V. Ghizzoni e soci" in "Cementirossi" e iniziò gradualmente a dismettere l'impianto in favore di quello costruito a Piacenza e attivo fin dal 1932: nel 1947 fu demolita la prima torre che era stata costruita, seguita poi nel 1952 con la demolizione della torre realizzata nel 1908; nonostante la demolizione, di entrambi i manufatti venne mantenuto il basamento. Tra il 1950 e il 1960 venne dismessa completamente la fornace per la cottura dei laterizi. La filiera di produzione della calce venne definitivamente fermata nel 1958, mentre una sorte analoga toccò alla catena produttiva del laterizio del 1969.
L'area delle fornaci e l'attigua villa dell'imprenditore Giovanni Rossi, nella quale ha sede dal 1986 il municipio con la sala consiliare e alcuni uffici comunali, sono diventati di proprietà del comune tra il 1998 e il 2001 e sono stati, in seguito, restaurati. Il complesso, esempio di archeologia industriale, è stato adibito a visite e attività culturali.

## Struttura
La prima fornace, edificata nel 1890, aveva pianta circolare con quattro camere di fuoco; successivamente venne aggiunta ad essa un'altra torre, di base ellittica con due camere di fuoco. L’impianto fu gradualmente ampliato sino agli anni venti seguendo la stessa tecnica costruttiva, fino al raggiungimento di cinque fusti. Successivamente, verranno demolite sia la prima originaria fornace, che conteneva al suo interno anche un forno del pane per i dipendenti, che la seconda fornace realizzata.
La muratura delle fornaci fu realizzata con un paramento esterno in pietra rinforzato da cerchiature in ferro, un'intercapedine isolante in sabbia e un paramento murario interno in refrattario, al piano sommitale delle torri è presente un camminamento costruito in legno per l'accesso ai tini per la calce, mentre al piano interrato sono localizzate le strutture per lo scarico del materiale.